# André Ferreira Pereira
André Ferreira Pereira est un administrateur colonial portugais qui fut gouverneur de l'Angola entre 1591 et juin 1592. 